# Anikita Iwanowitsch Repnin

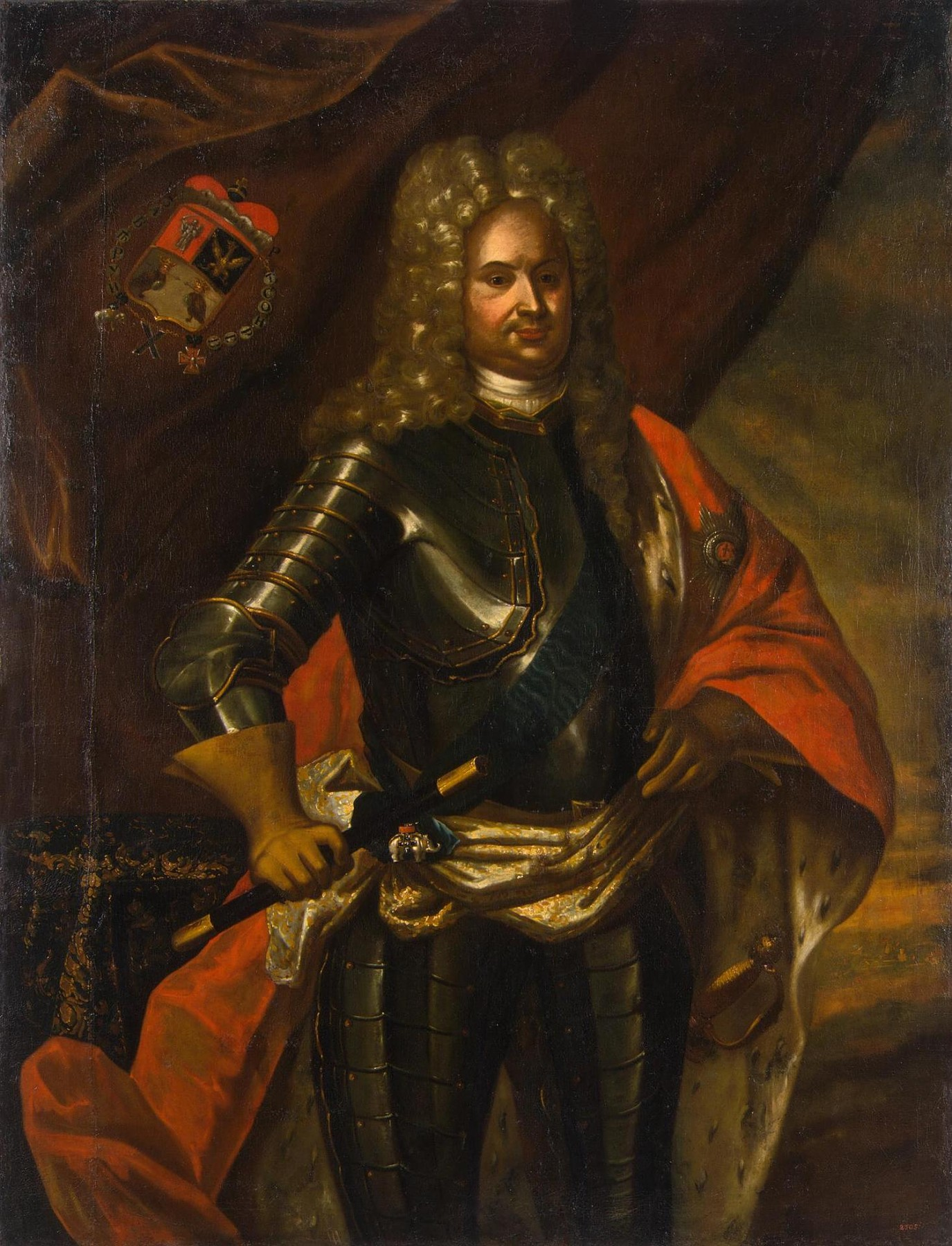
Feldmarschall Anikita Iwanowitsch Repnin

Fürst Anikita Iwanowitsch Repnin (russisch Аникита Иванович Репнин, * 1668; † 22. Junijul. / 3. Juli 1726greg. in Riga) war ein Generalfeldmarschall der russischen Armee unter Peter dem Großen im Nordischen Krieg.

## Leben
Im Alter von 12 Jahren wurde Repnin zum Tafeldiener Peters I. ernannt. In den vom heranwachsenden Zaren Peter 1685 gegründeten Spielregimenter im Dorf Preobrazhenskoe in der Nähe von Moskau bekam Repnin den Rang eines Oberleutnants, zwei Jahre später den eines Oberstleutnants. Die Niederschlagung der Rebellion der Strelitzen und die ihr folgende Entmachtung der Zarenschwester Sofia Alexejewna halfen Repnin und einigen anderen überzeugten Anhängern des Zaren auf die Bühne des Geschehens zu treten. Während des ersten Asow-Feldzugs (1695) zeichnete sich Repnin durch die Eroberung von zwei türkischen Uferbefestigungen mit 32 Kanonen aus. Im zweiten Feldzug (1696) beteiligte er sich mit einer, unter seinem Kommando stehenden Fregatte, an der Eroberung der Festung Asow. Damit bekam Russland Zugang zum Schwarzen Meer.
Im Jahre 1700 erhob Peter I. den 32-jährigen Repnin in den Rang eines „Generals des Heeres“, ein Rang, der dem eines Oberbefehlshabers entsprach. Im Jahr 1701 ging Repnin zusammen mit 19 Regimentern nach Livland, wo er sich unter das Kommando von Feldmarschall Scheremetew stellte. Repnins Regimenter beteiligten sich an der Belagerung und Eroberung von Nöteborg, sowie der Eroberung von Nyenschanz und Narva. Im Sommer 1708 nahm die Russische Armee, die von den Hauptstreitkräften von Karl XII. verfolgt wurde, bei Golowtschino (in der Nähe von Mogiljow) Stellung. In der Nacht auf den 3. Juli attackierten schwedische Regimenter General Repnins Heeresteil, der sich in der Mitte der Positionen der Russischen Armee befand. Nach einem zweistündigen verbissenen Kampf wurde Repnin zurückgeworfen (vgl. Schlacht von Golowtschin). Darauf folgte der allgemeine Rückzug der Russischen Armee. Der erzürnte Peter I. befahl daraufhin, Repnin zum einfachen Soldaten zu degradieren. In der Schlacht bei Lesnaja (1708) kämpfte Fürst Repnin deshalb als einfacher Soldat. Nach der gewonnenen Schlacht gab Peter I. Anikita Repnin den Rang des Generals und das Kommando über die Division zurück. In der Schlacht bei Poltawa am 27. Juni 1709, deren Ausgang in vieler Hinsicht den Krieg gegen Schweden vorausbestimmte, befehligte Repnin zwölf Regimenter des Heeres im Zentrum der Stellung. Für seine herausragenden Leistungen und für den Sieg in der Schlacht wurde er vom Zaren mit der höchsten Auszeichnung – dem Orden des Heiligen Andreas – geehrt.
Bald nach der Schlacht bei Poltawa befahl Peter I. dem Fürsten den Marsch seiner Einheiten zur südlichen Grenze Russlands, um dort die Bewegung der Streitkräfte der Krimtataren und Osmanen zu beobachten und die Ordnung in der Kosakenarmee herzustellen. Am 4. Juli 1710, nach der Kapitulation der Garnison von Riga, betrat Repnin mit seinen Regimentern als erster die Stadt. Danach wurde er zum Generalgouverneur und Oberbefehlshaber von Riga ernannt. In den Jahren 1712–1718 beteiligte sich Repnin an den militärischen Aktionen in Pommern, Kurland und Polen. Nach der Rückkehr nach Riga wurde er zum Generalgouverneur in Livland ernannt. 1724 wurde Fürst Repnin der „Präsident des Militärischen Kollegiums“, gleichzeitig wurde er in seinem Amt als Generalgouverneur Rigas bestätigt. Am 7. Mai 1724 – an diesem Tag hat Peter I. seine Frau Katharina I. zur Kaiserin erklärt – bekam Repnin den Rang eines Feldmarschalls. Als nach Peters Tod durch die Machenschaften von Menschikow Katharina I. auf den Thron gehoben wurde, wollte sich Repnin an den Intrigen nicht beteiligen und kehrte in sein Gouvernement Riga zurück. Dort starb er am 3. Juli 1726 im Alter von 58 Jahren.